# محمد الحسين (سياسي سوري)
محمد الحسين (مواليد 1959 في  دير الزور) اقتصادي وسياسي سوري شغل منصب وزير المالية في حكومة محمد ناجي العطري من 18 أيلول 2003 إلى 14 نيسان 2011. قبل ذلك شغل منصب نائب رئيس مجلس الوزراء للشؤون الاقتصادية في حكومة مصطفى ميرو الثانية من 13 كانون الأول 2001 إلى 18 أيلول 2003.

## التعليم
يحمل الحسين درجة الدكتوراه في الاقتصاد والتي حصل عليها من جامعة في رومانيا.

## المسيرة المهنية
بدأ الحسين حياته المهنية في القطاع العام وعمل لفترة طويلة هناك. كما عمل أستاذا للاقتصاد في جامعة حلب. ثم أصبح عضوا في القيادة الإقليمية لحزب البعث. بالإضافة إلى ذلك شغل منصب رئيس لجنة الشؤون الاقتصادية للحزب. في عام 2000 أصبح عضوا في اللجنة المركزية للحزب.
في 13 ديسمبر 2001 عين الحسين نائبا لرئيس الوزراء للشؤون الاقتصادية في الحكومة برئاسة رئيس الوزراء آنذاك محمد مصطفى ميرو. حل الحسين محل خالد رعد نائبا لرئيس الوزراء. استمرت فترة الحسين حتى عام 2003. في سبتمبر 2003 تم تعيينه وزير المالية ليحل محل محمد الأطرش. كان مجلس الوزراء الذي شكل في 18 سبتمبر 2003 برئاسة رئيس الوزراء آنذاك محمد ناجي عطري. حافظ الحسين على منصبه في تعديل وزاري عام 2006 وعام 2009. ومع ذلك انتهت فترة ولايته في عام 2011.